# Ніколай Зоммер
Ніколай Зоммер ( нар.19 квітня 1824, Саранськ, Пензенська губернія - пом. 27 вересня 1847, Казань ) - сходознавець Російської імперії, сінолог.

## Біографія
Народжений у сім'ї викладача малювання Саранського повітового училища. У 1837—1841 роках навчався у Першій Казанській гімназії, де вивчав китайську та монгольську мови. У 1841-1845 роках навчався на кафедрі монгольської словесності Першого відділення філософського факультету Казанського університету під керівництвом І. П. Войцеховського (у якого освоїв маньчжурську мову ), о. Данила (Сивіллова), А. В. Попова (у останніх навчався ще в гімназії). У 1843 році секретар Академії наук Х. Д. Френ звернувся до піклувальника Казанського навчального округу графу М. Н. Мусін-Пушкіну з проханням знайти серед студентів східного відділення талановитого синолога для роботи в Петербурзі. За розпорядженням Мусіна-Пушкіна, в 1844 О. М. Ковалевським була складена спеціальна програма підготовки Зоммера як майбутнього ад'юнкту Академії наук. 20 червня 1845 року він захистив дослідження « Про засади нової китайської філософії », за наслідками чого 20 грудня того ж року отримав ступінь кандидата східної словесності. У грудні 1845 року кандидатська робота Н. І. Зоммера була спрямована на відкликання Вільгельму Шотту; дослідження отримало приємний відгук німецького синолога . Подальша робота М. І. Зоммера здійснювалася в тісному контакті з Санкт-Петербурзькою академією, зі сховищ якої надсилалися до Казані книги для занять магістранта. З 10 лютого по 15 березня 1847 року Зоммер успішно тримав випробування перед публічним захистом магістерської дисертації на тему «Погляд на успіхи філософії в Китаї з найдавніших часів до теперішнього часу, на боротьбу філософських шкіл і на вплив їх на життя Китаю», але 27 вересня того ж року помер під час холерної епідемії у віці 23 років. Магістерська його дисертація, певне, втрачена. Кандидатська робота Зоммера була опублікована в 1852 і вперше перевидана в 2009 році.

## Зміст роботи Зоммера
Стаття «Про основи нової китайської філософії» Зоммера була першим у Російській імперії дослідженням неоконфуціанства. План роботи виглядає так (пагінація за виданням 1852 р.):
Вступ:
- С. 109-111. Класичне конфуціанство.
- С. 112-113. Склад конфуціанського Четверокнижжя .
- С. 113-115. Склад П'яти канонів конфуціанства .
- С. 115-117. Європейські переклади конфуціанських канонів.
- С. 117. Спростування даосизму як єретичного вчення.
- С. 117-120. Опис боротьби конфуціанства з даосизмом та буддизмом, загальні підстави неоконфуціанства (від Чжоу Дунь-і до Чжу Сі ).
- С. 120-122. Джерела та література, цілі та завдання роботи.

Частина I: онтологія
- С. 123-126. Вчення про Тай-цзі .
- С. 126-128. Вчення про ци і.
- З. 128—133. Вчення про Інь та Ян та П'ять стихій У-син .
- З. 134—135. Вчення про волю Неба.
- З. 136—140. Вчення про син-природу. Обґрунтування атеїзму неоконфуціанської філософії.

Частина II: спіритологія та психологія
- З. 140—143. Вчення про гуй та шен.
- З. 144—146. Вчення про душі хунь і з.
- З. 147—152. Вчення про природу людини, неоконфуціанська психологія.

Частина III: антропологія та соціологія
- З. 152—155. Конфуціанські чесноти, сенс життя.
- З. 156—159. Дао людини. Вчення про досконалих, святих і цзюнь-цзи. Буддійські паралелі.
- З. 159—162. Неоконфуціанська педагогіка.
- З. 162—165. П'ять типів міжлюдських стосунків. Обов'язки государя та вищих сановників. Синна шанобливість .
- З. 165—166. Неоконфуціанське ставлення до жінки.
- С. 166. Китайські форми чемності.
- С. 167. Висновок: неможливість зіставлення неоконфуціанства з європейськими філософськими системами.

На той час, Зоммер полемізував з усіма провідними синологами, включаючи Абеля-Ремюза (1788—1832) і З. Жюльєна (1797? — 1873).

## Деякі факти
- Батько Зоммера у 1793 році закінчив Московський кадетський корпус[уточнити] але все своє життя був учителем малювального мистецтва в Саранську. Його брат - дядько Зоммера, викладав німецьку мову в Пензенській гімназії .
- Зоммер був прийнятий в Казанську гімназію на досить жорстких умовах: після закінчення він був зобов'язаний шість років служити по лінії Міністерства народної освіти на місці, йому зазначеному.
- Програма навчання Зоммера передбачала його відрядження до Парижа та Кяхти після захисту магістерської дисертації.
- В університеті Зоммер отримував зміст 142 руб. на рік, причому одна копійка з рубля відраховувалася до фонду пенсійного нагромадження.
- Назва статті Зоммера у словнику Брокгауза та Єфрона дано зі спотворенням: «Про основи китайської філософії».